# Warrea
Warrea is een geslacht met vier soorten orchideeën uit de onderfamilie Epidendroideae.
Het zijn grote terrestrische planten van vochtige tot droge, beschaduwde, humusrijke tropische regenwouden uit Midden- en Zuid-Amerika (van Costa Rica tot Peru, Venezuela en Brazilië) en het Caraïbisch gebied, met duidelijke pseudobulben voorzien van knopen, en meerdere middelgrote bloemen in een aar op een lange bloemstengel.

## Naamgeving enetymologie
Warrea is vernoemd naar de 19e-eeuwse Engelse orchideeënverzamelaar F. Warr, die de typesoort in Rio de Janeiro ontdekte.

## Kenmerken
Warrea-soorten zijn grote terrestrische, zelden lithofytische planten met een monopodiale groeiwijze. Ze bezitten korte, kruipende rizomen, kleine tot grote succulente, eivormige pseudobulben, gescheiden door knopen, omgeven door de oude bladscheden en uitlopend op enkele lange, lancetvormige gekielde bladeren, en een okselstandige, rechtopstaande bloemstengel met een armbloemige aar met maximaal een tiental bloemen.

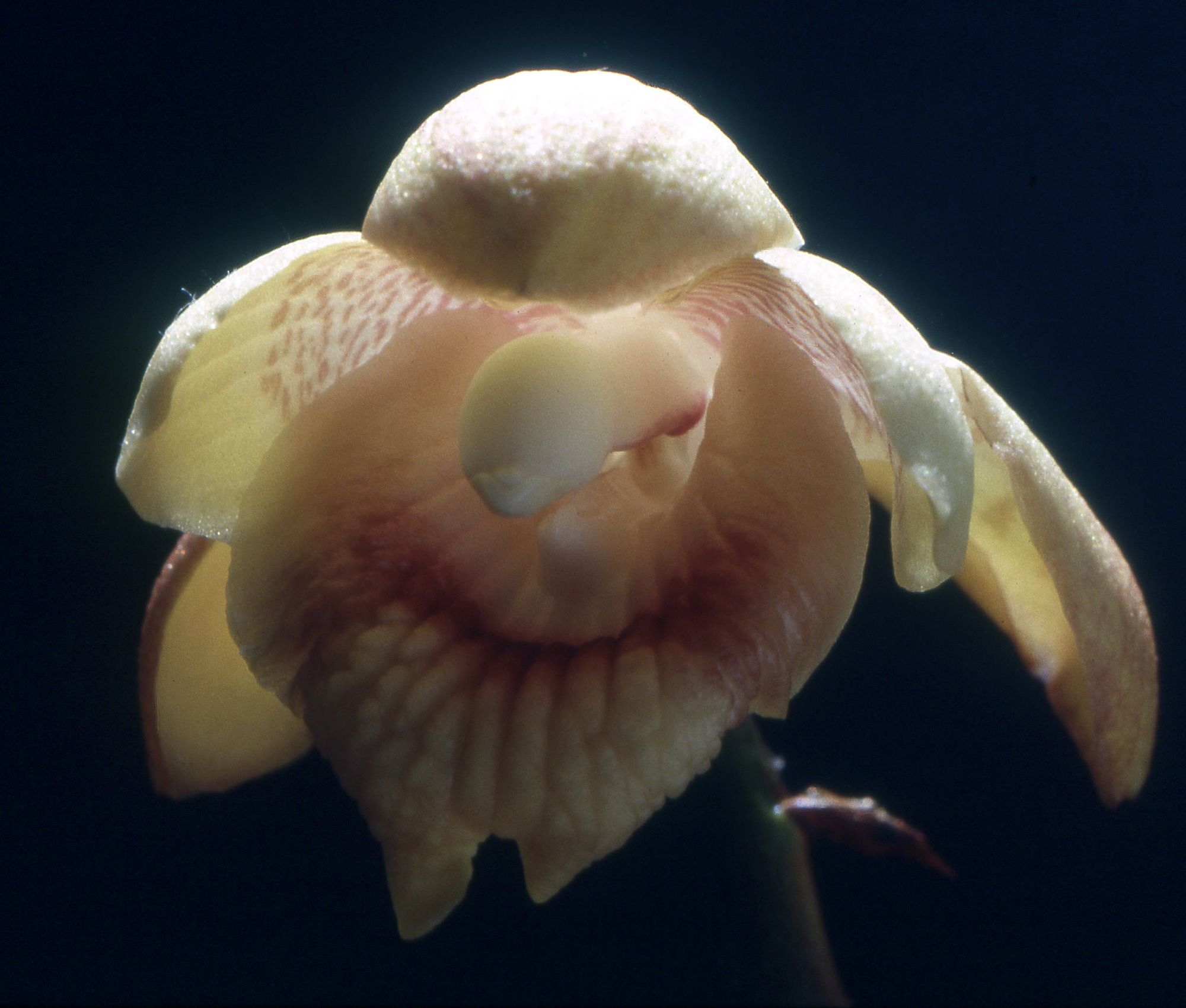
Warrea warreana, detail bloem

De bloemen zijn middelgroot, met gelijkvormige, brede en holle kelk- en kroonbladen. De bloemlip is ongedeeld tot drielobbig en draagt een centrale, vlezige en van uitstulpingen voorziene callus en scharniert op de voet van het gynostemium. Het brede gynostemium draagt vier pollinia in twee paren, met een stipum verbonden met viscidium.

## Taxonomie
Warrea zou volgens DNA-onderzoek uit 2005 door Whitten en anderen een zusterclade van alle andere Zygopetalinae kunnen zijn.
Het geslacht omvat vier soorten. De typesoort is Warrea warreana.

### Soortenlijst
- Warrea bidentata Lindl. (1844)
- Warrea costaricensis Schltr. (1920)
- Warrea hookeriana (Rchb.f.) Rolfe (1910)
- Warrea warreana (Lodd. ex Lindl.) C.Schweinf. (1955)